# Vladimer St'epania
Vladimer St'epania, conosciuto anche come Vladimir Stepania (in georgiano ვლადიმერ სტეფანია?; Tbilisi, 8 maggio 1976), è un ex cestista georgiano, professionista nella NBA e in Europa.

## Carriera
Pivot di 2,13 metri e dal peso-forma di circa 110 chili, è stato il primo cestista georgiano chiamato nella NBA. Stepania ha giocato con i Seattle SuperSonics (dal 1998 al 2000), i New Jersey Nets (fino al 2001), i Miami Heat (fino al 2003), e i Portland Trail Blazers (fino al 2004).
Nella sua ultima stagione con i Blazers ha indossato la casacca numero 11. La sua stagione migliore è stata la seconda con i Miami Heat, quando la sua media è stata di 5,6 punti e 7 rimbalzi a partita. Nella sua carriera ha realizzato 1.118 punti, con un record di 19 punti in un solo match (quello del 16 novembre 2001 contro i Charlotte Hornets, oggi ribattezzati New Orleans Hornets). Il suo record di rimbalzi, 15, è stato realizzato nel match del 19 novembre 2002 contro i Milwaukee Bucks.

## Palmarès
- Coppa di Slovenia: 1

Union Olimpija: 1997, 1998, 1999